# Can Merla (Santa Cristina d'Aro)
Can Merla és una obra del municipi de Santa Cristina d'Aro (Baix Empordà) inclosa en l'Inventari del Patrimoni Arquitectònic de Catalunya.

## Descripció
Es tracta d'una masia de tipologia clàssica amb planta basilical. La coberta és variada, sent de dues vessants per al cos central i, en un nivell més baix, per al cos lateral esquerre, mentre que el cos lateral dret és a una vessant. El carener de la coberta principal és perpendicular a la façana, mentre que el del cos esquerre és paral·lel.
Consta de planta baixa, pis i golfes. Al sector de ponent té un cos afegit el 1686. D'altra banda, hi ha diverses obertures que tampoc són originàries. Les finestres, de mides i tipologia diverses, són de pedra amb llindes rectes o arcs de formes diverses. La porta principal és d'arc de mig punt adovellat.
El parament és de maçoneria, amb carreus més grans i ben tallats als angles.

## Història
Se'n coneixen diverses modificacions a la masia. La més antiga consta del 1520, mentre que també són documentades diverses ampliacions als anys 1686, 1861 i 1970.